# وزارت قلمروهای فدرال (مالزی)
وزارت قلمروهای فدرال  (به انگلیسی: Ministry of Federal Territories) (مالایی: Kementerian Wilayah Persekutuan) که به اختصار KWP نامیده می‌شود، یک وزارتخانه بود که اکنون یک بخش در ذیل دپارتمان نخست‌وزیری در دولت مالزی است که مسئول نظارت بر مدیریت و توسعه هر سه منطقه فدرال: کوالا لامپور، لابوآن و پوتراجایا در مالزی است.